# Близниченко, Сергей Сергеевич
Сергей Сергеевич Близниченко (род. 15 июня 1951) — российский учёный и педагог, общественный деятель, кандидат технических наук (1989), доцент (1990). Первым начал и продолжает углубленно заниматься изучением темы политических репрессий в Военно-Морском флоте в 1920—1940-е годы.

## Биография
Родился в Зеленокумске Ставропольского края. После окончания средней школы в 1968 году пошёл работать токарем на зеленокумский завод «Электроаппарат». В 1969 поступил на дорожный факультет Ростовского инженерно-строительного института который окончил в 1974 году. Молодым специалистом попал по распределению на работу в краснодарское Специализированное строительно-монтажное управление «ССМУ-52» треста «Спецстрой» объединения «Промстрой». Трудился в нём в течение года на оборонных объектах. 
Живёт и работает Краснодаре по настоящее время. Старший лейтенант-инженер. 5 сентября 1975 года перешёл на работу в Краснодарский политехнический институт (КПИ), стал одним из трех членов Предметной комиссии "Автомобильные дороги" ("зародыша" будущей кафедры автодорог). Один из основателей Автомобильно-дорожного факультета (АДФ) КПИ в 1978 году. Прошёл все ступени научно-педагогической карьеры, начиная от ассистента, старшего преподавателя, доцента и заведующего кафедрой. В 1989 году защитил в Киевском автомобильно-дорожном институте кандидатскую диссертацию на тему: «Повышение транспортно-эксплуатационных качеств предгорных участков автомобильных дорог». Доцент кафедры транспортных сооружений бывшего КПИ, ныне — Кубанского государственного технологического университета (1990 г.), специалист в области проектирования и диагностики автомобильных дорог. Внес значительный вклад в развитие методов ландшафтного проектирования предгорных участков автомобильных дорог и оценки транспортно-эксплуатационного состояния дорожной сети. Вместе с В. П. Игнатьевым разработал в 1978—1979 годах теорию и обосновал необходимость применения в практике проектирования предгорных участков автомобильных дорог нового элемента трассы — так называемых поликлотоидных кривых, отличающихся от других математических кривых, используемых в дорожном проектировании (квадратичных и кубических парабол, клотоид, кадиоид, гипербол и прочих), улучшенными динамическими характеристиками, способствующими лучшей реализации автомобилями своих тормозных качеств и приемистости. Опубликовал более 440 научных работ, в том числе за рубежом. Соавтор нескольких изобретений. Является научным руководителем аспирантов, соискателей и магистров. В 2011 году Президент Республики Адыгея за многолетнюю работу по подготовке кадров молодых специалистов-дорожников для этой республики присвоил С. С. Близниченко звание «Заслуженный строитель Республики Адыгея».

### Военная история
Параллельно много и плодотворно работает по увековечиванию памяти героев Гражданской войны в России и первостроителей Рабоче-Крестьянского Красного Флота. Толчком к занятию историей репрессированных флотских военнослужащих послужила встреча в 1978 году в Краснодаре с родной младшей сестрой бывшего командующего Черноморским флотом в 1931—1937 годах флагмана флота 2 ранга (адмирала) И. К. Кожанова — Александрой Кузьминичной Доминиковской (Кожановой). Снимая комнату в её домике С. С. Близниченко, в течение двух с половиной лет общался с хозяйкой на тему репрессий на флоте в 1930-е годы. Она многое поведала ему о своем брате и его сослуживцах. Сама она также была репрессирована, а муж её — Доминиковский М. А., начальник Гидрографического отдела штаба ЧФ, был расстрелян. 
Судьба репрессированных военных моряков и членов их семей (ЧСИР) взволновала  С. С. Близниченко. Он начал писать о них статьи и книги. Автор большого количества публикаций по военной истории, посвящённых жертвам «Большого террора» — флагманам (адмиралам) и капитанам всех рангов Военно-Морских Сил РККА и Рабоче-Крестьянского Военно-Морского Флота 1937—1941 годов. В частности, С. С. Близниченко реанимировал имя выдающегося советского флотоводца, репрессированного в 1930-е годы — флагмана флота 2-го ранга Ивана Кузьмича Кожанова ("Флагман «черных гардемаринов»//Красная звезда. 20 декабря 1997). На основе архивного материала, а также воспоминаний сестры И. К. Кожанова, были написаны монографии «Чёрный гардемарин» (1999) и «Флотоводец Иван Кожанов» (2006), «Флагманы флота Азовского и Чёрного морей 1917—1945 гг.», "Боевая летопись Военно-Морского Флота Советского Союза: потери в результате репрессий 1930-х годов", снят телефильм «Командующий Черноморским флотом И. К. Кожанов» (2009, Краснодарская телевизионная компания «Звезда»). Являлся одним из постоянных авторов и председателем Редакционного совета научно-популярного журнала «Военно-исторический архив» (Москва) вплоть до его закрытия в 2017 году.
В 2007 году орган Министерства обороны Российской Федерации газета «Красная Звезда» опубликовала серию статей С. С. Близниченко на тему репрессий 1930-х годов в отечественном флоте («Тридцатые роковые» и др.). Таким образом, Близниченко одним первым из учёных поднял вопрос о репрессиях на флоте на уровень общегосударственных проблем. В настоящее время готовит научную работу, посвящённую политическим «чисткам» в Военно-Морских Силах, на соискание учёной степени доктора исторических наук.
Член Краснодарского регионального отделения Российского Морского собрания с 1999 г., член Совета старейшин Краснодарского регионального отделения Российского Морского собрания с 2009 г. Принимает активное участие в военно-патриотическом воспитании молодёжи. В 2007 году С. С. Близниченко был удостоен Благодарности главы Администрации Краснодарского края «за активное участие в воспитании подрастающего поколения, возрождении и пропаганде лучших традиций флота России», ему было также вручено Благодарственное письмо Главы муниципального образования города Краснодара и Председателя городской Думы Краснодара «за добросовестное исполнение должностных обязанностей, активную и плодотворную работу по военно-патриотическому воспитанию молодежи и в ознаменование Дня Военно-Морского флота России». 20 февраля 2014 года избран член-корреспондентом Академии военно-исторических наук (АВИН). 14 марта 2017 года избран профессором Академии военных наук (АВН).
На сегодняшний день преподаёт в Кубанском государственном технологическом университете на кафедре транспортных сооружений.

## Научные взгляды
С. С. Близниченко первым стал предметно заниматься темой репрессий в Военно-Морском Флоте, в отличие от С. Т. Минакова, О. Ф. Сувенирова, Н. С. Черушева, которые, в основном, писали о репрессиях в сухопутных войсках. Ещё в 1987 году он опубликовал в газете «Советская Кубань» серию статей о И. К. Кожанове. В 2008—2011 годах он также опубликовал серию статей о репрессированных моряках-черноморцах в газете Черноморского флота «Флаг Родины» (Севастополь). До С. С. Близниченко биографии репрессированных флотоводцев были совершенно не разработаны.
В своих работах С. С. Близниченко доказывает, что «антисоветский военный заговор» на флоте был сфальсифицирован органами НКВД. Он одним из первых начал писать о «чистках» во флотских научно-исследовательских институтах и военно-морских учебных заведениях. Результатом его кропотливого труда стала монография «Боевая летопись Военно-Морского Флота Советского Союза: потери в результате репрессий 1930-х годов» (2010)
На основе документов из государственных архивов историк открыл научной общественности имена многих малоизвестных ныне военачальников, уничтоженных в годы сталинских «чисток»: Н. В. Алякринского, З. А. Закупнева, И. Н. Кадацкого-Руднева, Р. А. Муклевича, Я. И. Озолина, Э. С. Панцержанского, А. К. Сивкова, П. И. Смирнова-Светловского и др. На сегодняшний день С. С. Близниченко опубликовал биографические статьи о 153 репрессированных военморах (в основном в «Военно-историческом архиве», «Военно-историческом журнале» и «Морском сборнике»).

## Монографии
- Близниченко С. С. Чёрный гардемарин. Краснодар: Северный Кавказ, 1999. — 96 с.
- Близниченко С. С. Флотоводец Иван Кожанов. Краснодар: Диапазон-В, 2006. — 268 с.
- Близниченко С. С. Боевая летопись Военно-Морского Флота Советского Союза: потери в результате репрессий 1930-х годов. Краснодар: Изд-во ГОУ ВПО «КубГТУ», 2010. — 282 с.
- Близниченко С. С. Флагманы флота Азовского и Чёрного морей 1917—1945 гг. Краснодар: Диапазон-В, 2010. — 336 с.

## Статьи в научных исторических журналах из перечня ВАК
- Близниченко С. С. Судьба флагмана // Морской сборник. 2007. № 8. С. 74-77.
- Близниченко С. С. Неизвестный комфлота // Морской сборник. 2008. № 1. С. 60-68.
- Близниченко С. С. К. Е. Ворошилов о командующем Черноморским флотом И. К. Кожанове: «Я не думаю, чтобы он был врагом народа». Потери Черноморского флота в результате репрессий 1930-х // Военно-исторический журнал. 2009, № 8. С. 45-49.
- Близниченко С. С. Немирович-Данченко… вёл активную разрушительную работу в Балтфлоте. Потери Балтийского флота в результате репрессий 1930-х годов // Военно-исторический журнал". 2010. № 3. С. 49-53.
- Близниченко С. С. Прошу меня расстрелять, но не бить // Военно-исторический журнал. 2010. № 8. С. 47-51.
- Близниченко С. С. Ликвидация Улагаевского десанта на Кубани // Морской сборник. 2010. № 11. С. 63-71.
- Близниченко С. С. Прошу… не дать погибнуть мне и другим командирам 5-й морской бригады // Военно-исторический журнал. 2011. № 2. С. 55-60.
- Близниченко С. С. Энзелийская операция Волжско-Каспийской военной флотилии // Морской сборник. 2011. № 7. С. 77-86.
- Близниченко С. С. Флагман флота 2 ранга И. К. Кожанов // Военно-исторический журнал. 2012. № 1. С. 69-74.
- Близниченко С. С., Зайцев Ю. М. Организационные и кадровые проблемы Тихоокеанского флота СССР во второй половине 1930-х гг.// Россия и АТР. 2012. № 1. С. 35-47.
- Близниченко С. С. Кадровая политика руководства Советского Союза и её влияние на боеготовность Краснознаменного Балтийского флота в 1937 году // Вестник Восточно-Сибирского государственного университета технологий и управления. Выпуск 2(37). Улан-Удэ: Изд-во ВСГУТУ, 2012. С. 231—238.
- Близниченко С. С. Влияние организационных и кадровых проблем на боеготовность Балтийского флота в 1938 году // Вестник Восточно-Сибирского государственного университета технологий и управления. Выпуск 3(38). Улан-Удэ: Изд-во ВСГУТУ, 2012. С. 233—241.
- Близниченко С. С. Гибель флагмана в политических волнах // Военно-исторический журнал. 2012. № 4. С. 66-71.
- Близниченко С. С., Лазарев С. Е. Борьба с «космополитами» в военно-морских академиях (1947—1953 гг.) // Известия Тульского государственного университета. Гуманитарные науки. Выпуск 3. Тула: Изд-во Тульского государственного университета, 2012. С. 111—120.
- Близниченко С. С., Лазарев С. Е. «Чистка» в Военно-морской академии в 1937—1938 гг. // Вестник Пермского университета. Серия: История. Выпуск № 1-18 / 2012. С. 201—210.
- Близниченко С. С. Расстрельный список «Москва — Центр» не оставлял никаких надежд // Военно-исторический журнал. 2012. № 8. С. 57-63.
- Близниченко С. С. Морская пехота на защите Донбасса в 1920 году // Морской сборник. 2012. № 8. С. 75-82.
- Близниченко С. С. «Начальник Института кораблестроения — хорошо образованный инженер» // Военно-исторический журнал. 2012. № 11. С. 69-73.
- Близниченко С. С., Зайцев Ю. М. Репрессирован необоснованно — реабилитирован посмертно. Начальник Военно-Морских Сил РККА М. В. Викторов // Военно-исторический журнал". 2013. № 1. С. 55-60.
- Близниченко С. С. «В данное время, в интересах государственной безопасности, освобождать обвиняемых… нецелесообразно» // Военно-исторический журнал. 2013. № 4. С. 54-58.
- Близниченко С. С. Вспомнить всех поимённо // Военно-исторический журнал. 2013. № 5. С. 74.
- Близниченко С. С., Лазарев С. Е. Севастопольское военно-морское артиллерийское училище в годы «Большого террора» // Вопросы истории. Москва, 2013. № 5. С. 135—143 .
- Близниченко С. С., Лазарев С. Е. Судьба командно-начальствующего и преподавательского состава Черноморского высшего военно-морского училища (1937—1941)// Вестник Уральского отделения РАН. 2013. № 3 (45). С. 72—81.
- Близниченко С. С. Первостроители советского флота в Заполярье (К 80-летнему юбилею Северного флота) // Морской сборник. 2013. № 6. С. 32-38.
- Близниченко С. С., Лазарев С. Е. Политические репрессии профессорско-преподавательского состава Военно-морской академии в 1920-х годах // Вестник ТОГУ. Июнь, 2013. № 2 (29). С. 293—302.
- Близниченко С. С. «Вы сделали из меня шпиона… и это вам партия не простит» Судьба командующего Балтийским флотом флагмана 1 ранга А. К. Сивкова // Военно-исторический журнал. 2013. № 9. С. 55-59.
- Близниченко С. С. «В связи с отсутствием состава преступления». Судьба флагмана 1 ранга И. М. Лудри //Военно-исторический журнал. 2013. № 12. С. 58-64.
- Близниченко С. С., Зайцев Ю. М. О. С. Солонников, организатор морской обороны Дальнего Востока СССР в 1932—1937 гг.// Россия и АТР. 2013. № 4. С. 192—200.
- Близниченко С. С., Зайцев Ю. М. Подводник № 1 Тихоокеанского флота // Морской сборник. 2014. № 3. С. 34-44.
- Близниченко С. С., Лазарев С. Е. Судьба инженер-флагмана // Родина. 2014. № 2. С. 128—129.
- Близниченко С. С., Зайцев Ю. М. «Тов. Киреева Г. П., члена ВКП (б), считать проверенным» // Военно-исторический журнал. 2014. № 5. С. 57-62.
- Близниченко С. С., Лазарев С. Е. Петр Иванович Смирнов-Светловский // Вопросы истории. 2014. № 5. С. 133—147.
- Близниченко С. С. Морские силы Дальнего Востока // Морской сборник. 2014. № 6. С. 76-85.
- Близниченко С. С. «Служба была целью моей жизни» // Военно-исторический журнал. 2014. № 7. С. 50-55.
- Близниченко С. С. Память о погубленных комбригах // Военно-исторический журнал. 2014. № 11. С. 53.
- Близниченко С. С., Лазарев С. Е. Политические репрессии против научных кадров Службы связи Военно-Морских Сил // Научные ведомости Белгородского государственного университета. Серия: История. Политология. Экономика. Информатика. 2014. Т. 32. № 21. С. 117—124.
- Близниченко, С. С. Легендарный член Центробалта. Судьба флагмана 2 ранга Г. П. Галкина// Военно-исторический журнал. № 1. 2015. С. 62-65.
- Близниченко, С. С. «Отчим за границей… Брат за границей». Эти обстоятельства сыграли отягчающую роль в судьбе флагмана 2 ранга Г. Г. Виноградского, обвиненного в создании на Балтийском флоте монархической офицерской организации // Военно-исторический журнал. № 7. 2015. С. 71-77.
- Близниченко С. С. Практическое плавание гардемарин на Тихом океане в 1917—1918 годах // Морской сборник. 2015. № 7. С. 75-85.
- Близниченко, С. С. «Лишить…звания… и подвергнуть высшей мере уголовного наказания». Судьба военно-морского атташе СССР Л. В. Анципо-Чикунского // Военно-исторический журнал. № 11. 2015. С. 71-74.
- Близниченко С. С. «Энергичный, твердый и настойчивый работник»// Военно-исторический журнал. 2016. № 3. С. 50-53.
- Близниченко С. С., Зайцев Ю. М. Комбриг А. В. Васильев // Морской сборник. 2016. № 3. С. 65-75.
- Близниченко С. С. Служба для него была смыслом жизни. Судьба адмирала Л. М. Галлера // Военно-исторический журнал. 2016. № 7. с. 64-68.
- Близниченко С. С. М. В. Фрунзе: «Знаю т. Панцержанского с начала 1921 года. Человек большой энергии…»//Военно-исторический журнал. 2016. № 11. с. 63-67.
- Близниченко С. С. Создатели 30-й береговой батареи Черноморского флота//Морской сборник. 2016. № 10. с. 83-93.
- Близниченко С. С. Первый советский военно-морской атташе в Японии//Морской сборник. 2016. № 7. с. 75-82.
- Близниченко С. С. Душенов — личность далеко незаурядная//Военно-исторический журнал. 2017. № 2. с. 59-64.
- Близниченко С. С. Первый советский комфлот Заполярья. Командующий Северной военной флотилией З. А. Закупнев//Военно-исторический журнал. 2017. № 4. с. 81-86.
- Близниченко С. С. Комиссар Балтики. Начальник Военно-морских сил РККА В. И. Зоф//Военно-исторический журнал. 2017. № 7. с. 86-93.
- Близниченко С. С. «Флагманский» выпуск Военно-морской академии 1927 г.//Морской сборник. 2017. № 12. с. 86-91.
- Близниченко С. С. «Не моя вина, что корабли будут приняты в недостаточно готовом виде…» Флотоводец и организатор флота РККА вице-адмирал А. К. Векман//Военно-исторический журнал. 2018. № 2. с. 73-78.
- Близниченко С. С. «Флот строится не столько на стапелях, сколько в учебных заведениях…». Судьба контр-адмирала К. И. Самойлова//Военно-исторический журнал. 2018. № 5. с. 73-79.
- Близниченко С. С. «Один из крупнейших специалистов по минному делу в СССР…». Теоретик и практик Военно-морского флота вице-адмирал Л. Г. Гончаров//Военно-исторический журнал. 2018. № 7. с. 79-84.
- Близниченко С. С. «Прошу Политбюро пересмотреть вопрос о сокращении флота…». Начальник Военно-морских сил РККА Р. А. Муклевич//Военно-исторический журнал. 2018. № 8. с. 73-79.
- Близниченко С. С. «Аккуратный до педантичности командир». Советский флотоводец и педагог-организатор вице-адмирал Г. А. Степанов//Военно-исторический журнал. 2018. № 10. с. 86-92.
- Близниченко С. С. «Энергичный, инициативный адмирал… руководство штабом осуществляет правильно». Советский флотоводец В. А. Алафузов //Военно-исторический журнал. 2019. № 1. с. 77-82.
- Близниченко С. С. «Члены Ревсоветов морей и океанов Советской страны…». Судьба армейского комиссара А. С. Гришина //Военно-исторический журнал. 2019. № 4. с. 82-89.
- Близниченко С. С. Первый советский военно-морской атташе в США//Морской сборник. 2019. № 6. с. 76-88.
- Близниченко С.С. «Несомненно, чья-то преступная рука насаждала троцкистские кадры на Черноморском флоте…». Судьба армейского комиссара 2 ранга Г.И. Гугина//Военно-исторический журнал. 2019. № 10. с. 82-90.
- Близниченко С.С. «Никто из краснофлотцев не ощущал его командирского превосходства…» Судьба армейского комиссара 2 ранга Г.С. Окунева//Военно-исторический журнал. 2020. № 1. с. 87-92.
- Близниченко С.С.«Старые моряки недолюбливают за тяжёлую руку и береговой уклон...» Первый нарком ВМФ СССР П.А. Смирнов//Военно-исторический журнал. 2020. № 6. с. 89-95.
- Близниченко С.С.«В разговоре со Сталиным его имя даже не упоминалось...» Судьба флагмана флота 2 ранга П.И. Смирнова-Светловского//Военно-исторический журнал. 2020. № 7. с. 76-85.
- Близниченко С. С. Пополнение корабельного состава Черноморского флота в 1930 г. //Морской сборник. 2020. № 10. с. 84-93.
- Близниченко С.С. Генерал-лейтенант А.К. Сивков в довоенные годы и на фронтах Великой Отечественной войны//В сборнике: Окончание Второй мировой войны. Сборник статей международной научной конференции (к 75-летию окончания Второй мировой войны). 2020. С. 155-160.
- Близниченко С.С. Трагедия защитников Отечества братьев Сивковых//Исторические чтения на Лубянке. Органы государственной безопасности России в годы реорганизации и реформ в XIX-XXI веках: материалы XXIV междунар.науч. конф. / Сост. А.А. Плеханов,А.Б. Таранин. - М.: Издательство Фронткнига, 2020. С. 292-300.
- Близниченко С.С. Трагедия контр-адмирала К.И. Самойлова//Исторические чтения на Лубянке. История отечественных спецслужб: материалы  XXV междунар. науч. конф. / Сост. А.А. Плеханов,А.Б. Таранин. - М.: Издательство Фронткнига, 2021. С. 208-216.
- Близниченко С.С.Красные военморы в Персии: попытка экспорта революции//Военно-исторический журнал. 2021. № 1. с. 41-49. (Начало)
- Близниченко С.С.Красные военморы в Персии: попытка экспорта революции//Военно-исторический журнал. 2021. № 2. с. 46-54. (Окончание)
- Близниченко С. С. Проблема безопасности стран Причерноморья //Морской сборник. 2021. № 6. с. 85-90.
- Близниченко С. С. Наморси П.П. Михайлов //Морской сборник. 2021. № 11. с. 86-92.
- Близниченко С.С.«Краснофлотский любимец» Судьба адмирала Г.И. Левченко //Военно-исторический журнал. 2021. № 9. с. 80-91.
- Близниченко С. С. «Я не думаю, чтобы он был врагом народа» Нарком К. Е. Ворошилов  и репрессии в Военно-морских силах РККА. // Военно-исторический журнал. 2022, № 1. С. 94-101.
- Близниченко С.С. «Высокообразованный человек с гибким умом и широким кругозором…»  Крупный теоретик ВМФ СССР контр-адмирал В.П. Боголепов // Военно-исторический журнал. 2022, № 5. С. 110-118.
- Близниченко С. С. Наморси В.В. Селитренников //Морской сборник. 2022. № 6. с. 87-95.
- Близниченко С.С. Из истории политических репрессий в РККА и РККФ: судьбы советских военачальников и флотоводцев братьев Сивковых  //  В сборнике: Георгиевские чтения. сборник трудов по военной истории Отечества. Российское военно-историческое общество. Москва, 2021. С. 593-620.
- Близниченко С.С.«Внешним обликом имел большую схожесть со знаменитым адмиралом Макаровым…» Судьба начальника Штаба РККФ А.В. Домбровского// Военно-исторический журнал. 2022, № 10. С. 98-109.
- Близниченко С. С. Наморси С.А. Хвицкий //Морской сборник. 2022. № 11. с. 85-92.
- Близниченко С.С.«По решению В.И. Ленина мне была оставлена жизнь…» Судьба вице-адмирала А.В. Нёмитца // Военно-исторический журнал. 2023, № 2. С. 96-105.
- Близниченко С. С. «Храбрый человек, но "командир с бугра"». «Железный поток» командарма И.И. Матвеева. // Военно-исторический журнал. — 2023. — № 7. — С. 86—95.
- Близниченко С.С. Вождь Страны Советов и ВМФ СССР//Морской сборник. 2023. № 5. с. 96-101.
- Близниченко С.С. Комфлот Д.П. Исаков//Морской сборник. 2023. № 8. с. 84-93.
- Близниченко С. С. Передвинувший время. Судьба инженер-флагмана 3 ранга П.В. Мессера// Военно-исторический журнал. — 2024. — № 2. — С. 110—116.
- Близниченко С.С., Зайцев Ю.М.  Начальник штаба Тихоокеанского флота в 1932-1937 гг. капитан 1 ранга О.С. Солонников //Морской сборник. 2024. № 4. с. 81-89.
- Близниченко С. С. «Бумажные накидки не являются средством защиты десанта...» Судьба инженер-флагмана 3 ранга Н.М. Хайта// Военно-исторический журнал. — 2024. — № 7. — С. 98—105.
- Близниченко С. С. «За снятие эсминца “Энгельс” с камней получил именные золотые часы...». Судьба инженер-флагмана 3 ранга К.В. Голицына //Военно-исторический журнал. 2025. № 1. С. 94-100.
- Близниченко С.С. Комбриг А.А. Иконников//Морской сборник. 2025. № 6. с. 87-94.
- Близниченко С. С. «Образец воинской четкости, подтянутости и дисциплины». Судьба инженер-капитана 1 ранга Ю.Ю. Кимбара //Военно-исторический журнал. 2025. № 7. С. 106-111.

## Статьи в других исторических журналах и прочих изданиях
- Близниченко С. С. Флагман «черных гардемаринов»// Красная звезда. 1997. 20 декабря.
- Близниченко С. С. К 110-летию со дня рождения флагмана флота второго ранга И. К. Кожанова // Военно-исторический архив". 2007. № 5. С. 15-17.
- Близниченко С. С. К 110-летию со дня рождения армейского комиссара 1 ранга П. А. Смирнова// Военно-исторический архив. 2007. № 5. С. 18-23.
- Близниченко С. С. К 110-летию со дня рождения флагмана флота второго ранга П. И. Смирнова-Светловского// Военно-исторический архив. 2007. № 8. С. 3-10.
- Близниченко С. С. К 120-летию со дня рождения флагмана 1 ранга (вице-адмирала) Э. С. Панцержанского// Военно-исторический архив. 2007. № 9. С. 3-10.
- Близниченко С. С. К 120-летию со дня рождения флагмана 1 ранга (вице-адмирала) А. К. Сивкова // Военно-исторический архив. 2007. № 12. С. 3-21.
- Близниченко С. С. К 120-летию со дня рождения флагмана 2 ранга (контр-адмирала) Александра Васильевича Васильева//Военно-исторический архив. 2008. № 2. С. 14-27.
- Близниченко С. С. К 115-летию со дня рождения флагмана 2 ранга (контр-адмирала) Григория Васильевича Васильева// Военно-исторический архив. 2008. № 3. С. 26-42.
- Близниченко С. С. К 110-летию со дня рождения инженера-флагмана 2 ранга (контр-адмирала-инженера) Николая Владимировича Алякринского// Военно-исторический архив. 2008. № 4. С. 55-65.
- Близниченко С. С. К 110-летию со дня рождения инженера-флагмана 2 ранга (контр-адмирала-инженера) Бориса Евгеньевича Алякрицкого// Военно-исторический архив. 2008. № 5. С. 65-75.
- Близниченко С. С. К 120-летию со дня рождения флагмана 2 ранга (контр-адмирала) Якова Ивановича Озолина// Военно-исторический архив. 2008. № 6. С. 58-73.
- Близниченко С. С. К 120-летию со дня рождения флагмана 1 ранга (вице-адмирала) И. Н. Кодацкого-Руднева// Военно-исторический архив. 2008. № 7. С. 51-67.
- Близниченко С. С. «Из грязи в князи»: чекист во главе флота// Военно-исторический архив. 2008. № 8. С. 43-63.
- Близниченко С. С. «Из грязи в князи»: чекист во главе флота// Военно-исторический архив. 2008. № 9. С. 119—135.
- Близниченко С. С. К 120-летию со дня рождения флагмана 2 ранга (контр-адмирала) Захара Александровича Закупнева// Военно-исторический архив. 2008. № 10. С. 43-60.
- Близниченко С. С. К 120-летию со дня рождения дивинтенданта Петра Ивановича Куркова// Военно-исторический архив. 2008. № 11. С. 45-61.
- Близниченко С. С. К 120-летию со дня рождения военно-морского атташе Эрнеста Ивановича Батиса// Военно-исторический архив. 2008. № 12. С. 9-24.
- Близниченко С. С. К 110-летию со дня рождения военно-морского атташе Пауля Юрьевича Ораса// Военно-исторический архив. 2009. № 1. С. 96-112.
- Близниченко С. С. К 110-летию со дня рождения инженера-флагмана 3 ранга Льва Владимировича Анципо-Чикунского// Военно-исторический архив. 2009. № 2. С. 80-97.
- Близниченко С. С. К 120-летию со дня рождения начальника Военно-Морских Сил РККА Ромуальда Адамовича Муклевича// Военно-исторический архив. 2009. № 3. С. 64-87.
- Близниченко С. С. К 115-летию со дня рождения флагмана 1 ранга (вице-адмирала) Константина Ивановича Душенова// Военно-исторический архив. 2009. № 4. С. 86-103.
- Близниченко С.С К 115-летию со дня рождения флагмана флота 1 ранга (адмирала флота) Михаила Владимировича Викторова//Военно-исторический архив. 2009. № 5. С. 72-92.
- Близниченко С. С. К 120-летию со дня рождения начальника и комиссара Военно-Морских Сил СССР Вячеслава Ивановича Зофа// Военно-исторический архив. 2009. № 6. С. 66-78.
- Близниченко С. С. К 120-летию со дня рождения флагмана 2 ранга (контр-адмирала) Георгия Георгиевича Виноградского// Военно-исторический архив. 2009. № 7. С. 60-76.
- Близниченко С. С. К 115-летию со дня рождения флагмана 2 ранга (контр-адмирала) Павла Георгиевича Стасевича// Военно-исторический архив. 2009. № 8. С. 93-109.
- Близниченко С. С. К 120-летию со дня рождения флагмана 2 ранга (контр-адмирала) Юрия Владимировича Шельтинги// Военно-исторический архив. 2009. № 9. С. 5-31.
- Близниченко С. С. К 110-летию со дня рождения флагмана 2 ранга (контр-адмирала) Владимира Петровича Калачева// Военно-исторический архив. 2009. № 10. С. 52-64.
- Близниченко С. С. К 115-летию со дня рождения Ивана Степановича Исакова// Военно-исторический архив. 2009. № 11. С. 69-81.
- Близниченко С. С. К 115-летию со дня рождения Адмирала Флота Советского Союза Ивана Степановича Исакова// Военно-исторический архив. 2009. № 12. С. 99-109.
- Близниченко С. С. К 110-летию со дня рождения флагмана 2 ранга (контр-адмирала) Кирилла Осиповича// Военно-исторический архив. 2010. № 1. С.100-122.
- Близниченко С. С. К 115-летию со дня рождения флагмана 2 ранга (контр-адмирала) Д. П. Исакова// Военно-исторический архив. 2010. № 2. С.102-119.
- Близниченко С. С. К 115-летию со дня рождения флагмана 1 ранга (вице-адмирала) Ивана Мартыновича Лудри// Военно-исторический архив. 2010. № 3. С.44-62.
- Близниченко С. С. К 120-летию со дня рождения флагмана флота 2 ранга (адмирала) Григория Петровича Киреева// Военно-исторический архив. 2010. № 4. С.43-61.
- Близниченко С. С. К 140-летию Василия Ивановича Шорина// Военно-исторический архив. 2010. № 5. С.104-129.
- Близниченко С. С. К 115-летию со дня рождения флагмана 2 ранга (контр-адмирала) Георгия Павловича Галкина// Военно-исторический архив. 2010. № 6. с.12-29.
- Близниченко С. С. К 110-летию со дня рождения Адмирала Флота Советского Союза Николая Герасимовича Кузнецова // Военно-исторический архив. 2010. № 7. С.5-28.
- Близниченко С. С. К 120-летию со дня рождения армейского комиссара 2 ранга Александра Сергеевича Гришина// Военно-исторический архив. 2010. № 8. С.6-32.
- Близниченко С. С. К 120-летию со дня рождения инженера-флагмана 3 ранга Франца Константиновича Рашевича// Военно-исторический архив. 2010. № 9. С.3-24.
- Близниченко С. С. К 115-летию со дня рождения флагмана флота 1 ранга (адмирала флота) Владимира Митрофановича Орлова// Военно-исторический архив. 2010. № 10. С.3-19.
- Близниченко С. С. К 110-летию со дня рождения армейского комиссара 2 ранга Григория Сергеевича Окунева// Военно-исторический архив. 2010. № 11. С.10-29.
- Близниченко С. С. К 115-летию со дня рождения полковника Якова Ивановича Осипова// Военно-исторический архив. 2010. № 11. С.30-50.
- Близниченко С. С. К 125-летию со дня рождения капитана 1 ранга Е. К. Престина// Военно-исторический архив. 2010. № 12. С.3-21.
- Близниченко С. С. К 125-летию со дня рождения флагмана флота 2 ранга Льва Михайловича Галера// Военно-исторический архив. 2011. № 1. С.3-25.
- Близниченко С. С. К 130-летию со дня рождения капитана 1 ранга В. В. Селитренникова// Военно-исторический архив. 2011. № 2. С.6-29.
- Близниченко С. С. К 120-летию со дня рождения корпусного комиссара Израиля Борисовича Разгона// Военно-исторический архив. 2011. № 3. С.5-21.
- Близниченко С. С. К 115-летию со дня рождения флагмана 2 ранга (контр-адмирала) Александра Михайловича Якимычева// Военно-исторический архив. 2011. № 4. С.21-44.
- Близниченко С. С. К 130-летию со дня рождения капитана 2 ранга П. П. Михайлова// Военно-исторический архив. 2011. № 5. С.10-31.
- Близниченко С. С. К 115-летию со дня рождения первого начальника Морских сил Северного моря Владимира Николаевича Комнино-Варваци// Военно-исторический архив. 2011. № 6. С.15-35.
- Близниченко С. С. К 125-летию со дня рождения командующего Азовской, Каспийской и Амурской флотилиями С. А. Хвицкого// Военно-исторический архив. 2011. № 7. С.8-31.
- Близниченко С. С. К 110-летию со дня рождения адмирала Владимира Антоновича Алафузова// Военно-исторический архив. 2011. № 8. С.4-33.
- Близниченко С. С. К 125-летию со дня рождения капитана 1 ранга В. А. Кукеля// Военно-исторический архив. 2011. № 9. С.10-32.
- Близниченко С. С. К 125-летию со дня рождения корпусного комиссара Александра Александровича Булышкина// Военно-исторический архив. 2011. № 10. С.11-27.
- Близниченко С. С. К 130-летию со дня рождения командующего Волжской, Западно-Двинской и Азовской, военными флотилиями капитана 2 ранга Е. С. Гернета// Военно-исторический архив. 2011. № 11. С.3-22.
- Близниченко С. С. «Антисоветский военный заговор» на Тихоокеанском флоте в 1937—1938 годах// Военно-исторический архив. 2011. № 12. С.26-46.
- Близниченко С. С. «Антисоветский военный заговор» на Тихоокеанском флоте в 1937—1938 годах// Военно-исторический архив. 2012. № 1. С.79-97.
- Близниченко С. С. «Антисоветский военный заговор» на Амурской Краснознаменной военной флотилии в 1937—1938 годах// Военно-исторический архив. 2012. № 2. С.50-77.
- Близниченко С. С. К 125-летию со дня рождения генерал-лейтенанта береговой службы Алексея Борисовича Елисеева// Военно-исторический архив. 2012. № 3. С.66-84.
- Близниченко С. С. Кожанова А. К.: «Двести семей комсостава флота в одну ночь как корова языком слизала..»// Военно-исторический архив. 2012. № 4. С.33-61.
- Близниченко С. С. Кожанова А. К.: «Двести семей комсостава флота в одну ночь как корова языком слизала..»// Военно-исторический архив. 2012. № 5. С.64-87.
- Близниченко С. С. «Военный заговор» на Северном флоте в 1937—1938 годах// Военно-исторический архив. 2012. № 6. С.136-159.
- Близниченко С. С. «Военный заговор» на Северном флоте в 1937—1938 годах// Военно-исторический архив. 2012. № 7. С.166-188.
- Близниченко С. С. «Военный заговор» на Северном флоте в 1937—1938 годах// Военно-исторический архив. 2012. № 8. С.131-149.
- Близниченко С. С. Сивков А. К.: «Вы сделали из меня шпиона, таких методов следствия я не предполагал, и это вам партия не простит…» («Военный заговор» на Балтийском флоте в 1937—1938 годах) // Военно-исторический архив. 2012. № 9. С.131-166.
- Близниченко С. С. «Антисоветские заговоры» в научно-исследовательских организациях ВМС РККА и ВМФ СССР в 1937—1938 годах// Военно-исторический архив. 2012. № 10. С.12-38.
- Близниченко С. С. «Антисоветские заговоры» в военно-морских учебных заведениях в 1937—1938 годах// Военно-исторический архив. 2012. № 11. С.3-33.
- Близниченко С. С. Политические репрессии в отношении бывших флотских военачальников и строевых командиров ВМС РККА в 1936—1937 годах// Военно-исторический архив. 2012. № 12. С.28-54.
- Близниченко С. С. Трагедия командования Тихоокеанского флота // История в подробностях. 2012. № 6. С. 48-55.
- Близниченко С. С. Защитник Сталинграда контр-адмирал Борис Владимирович Хорошхин // История в подробностях. 2012. № 8. С. 56-61.
- Близниченко С. С. Хроника политических репрессий командно-начальствующего состава Черноморского флота в 1936—1939 гг. // История в подробностях. 2012. № 6. С. 56-63.
- Близниченко С. С. Судьба морского летчика // История в подробностях. 2013. № 1. С. 28-33.
- Близниченко С. С., Лазарев С. Е. Из истории Ейского высшего военного авиационного училища // История в подробностях. 2013. № 1. С. 56-63.
- Близниченко С. С., Лазарев С. Е. Контр-адмирал А. П. Александров: исторический портрет на фоне эпохи // Новейшая история России. 2013. № 2. С. 185—201
- Близниченко С. С. «Военный заговор» в наркомате ВМФ СССР в 1938—1939 годах// Военно-исторический архив. 2013. № 1. С.75-99.
- Близниченко С. С. «Военный заговор» в наркомате ВМФ СССР в 1938—1939 годах// Военно-исторический архив. 2013. № 2. С.36-67.
- Близниченко С. С. «Заговор в Управлении Военно-Морских Сил РККА» в 1937—1938 годах// Военно-исторический архив. 2013. № 3. С.15-54.
- Близниченко С. С. «Борьба с инакомыслием» в Военно-морском училище имени Ф. Э. Дзержинского в 1940-е гг.// Военно-исторический архив. 2013. № 4. С.110-124.
- Близниченко С. С. «Антисоветский военно-фашистский заговор» на Днепровской военной флотилии в 1937—1938 годах// Военно-исторический архив. 2013. № 5. С.40-61.
- Близниченко С. С. «Антисоветские заговоры» в военной судостроительной промышленности в 1936—1937 годах// Военно-исторический архив. 2013. № 6. С.119-138.
- Близниченко С. С. «Военный заговор» на Каспийской военной флотилии в 1937—1938 годах// Военно-исторический архив. 2013. № 7. С.94-114.
- Близниченко С. С., Лазарев С. Е. Воспитанники Морской академии в годы Второй Мировой войны// Военно-исторический архив. 2013. № 8. С.58-78.
- Близниченко С. С. К 120-летию со дня рождения инженер-флагмана 2 ранга Александра Васильевича Леонова// Военно-исторический архив. 2013. № 8. С.79-99.
- Близниченко С. С. К 120-летию со дня рождения инженер-флагмана 3 ранга Алексея Филипповича Мирошкина// Военно-исторический архив. 2013. № 9. С.49-65.
- Близниченко С. С. К 120-летию со дня рождения инженера-флагмана 3 ранга Алексея Павловича Платонова//Военно-исторический архив. 2013. № 10. С. 54-72.
- Близниченко С. С. К 120-летию со дня рождения инженера-флагмана 3 ранга Алексея Дамиановича Посаженникова // Военно-исторический архив. 2013. № 11. С. 47-63.
- Близниченко С. С. К 120-летию со дня рождения капитана 1 ранга М. А. Доминиковского // Военно-исторический архив. 2013. № 12. С. 13-34.
- Близниченко С. С., Лазарев С. Е. Репрессии в Военно-морском инженерном училище имени Ф. Э. Дзержинского в 1930-е гг. // Новейшая история России. 2014. № 1 (09). С. 124—139
- Близниченко С. С. К 115-летию со дня рождения капитана 2 ранга С. И. Кара // Военно-исторический архив. 2014. № 1. С. 3-26.
- Близниченко С. С. К 110-летию со дня рождения капитана 2 ранга Н. К. Моралева // Военно-исторический архив. 2014. № 2. С. 64-83.
- Близниченко С. С. К 110-летию со дня рождения капитана 3 ранга Р. А. Ижбулатова// Военно-исторический архив. 2014. № 3. С. 39-64.
- Близниченко С. С. К 120-летию со дня рождения капитана 1 ранга И. И. Сынкова// Военно-исторический архив. 2014. № 4. С. 74-91.
- Близниченко С. С. К 120-летию со дня рождения капитана 1 ранга А. Я. Пуга// Военно-исторический архив. 2014. № 5. С. 119—141.
- Близниченко С. С. К 115-летию со дня рождения капитана 1 ранга А. П. Куприянова// Военно-исторический архив. 2014. № 6. С. 135—157.
- Близниченко С. С. К 115-летию со дня рождения капитана 1 ранга К. Н. Грибоедова// Военно-исторический архив. 2014. № 7. С. 143—167.
- Близниченко С. С. К 110-летию со дня рождения капитана 2 ранга Л. М. Рейснера // Военно-исторический архив. 2014. № 8. С. 149—168.
- Близниченко С. С. К 120-летию со дня рождения капитана 1 ранга А. В. Попова // Военно-исторический архив. 2014. № 9. С. 86—103.
- Близниченко С. С. К 125-летию со дня рождения капитана 1 ранга И. Л. Кравца // Военно-исторический архив. 2014. № 10. С. 127—146.
- Близниченко С. С., Лазарев С. Е. Из истории Высшего военно-морского училища имени М. В. Фрунзе // Военно-исторический архив. 2014. № 10. С. 113—126.
- Близниченко С. С. К 115-летию со дня рождения капитана 1 ранга О. С. Солонникова // Военно-исторический архив. 2014. № 12. С. 127—144.
- Близниченко С. С. К 115-летию со дня рождения капитана 1 ранга П. С. Смирнова // Военно-исторический архив. 2014. № 12. С. 145—163.
- Близниченко С. С. К 120-летию со дня рождения инженер-флагмана 3 ранга Г. Д. Ляхова // Военно-исторический архив. 2015. № 1. С. 66—77.
- Близниченко С. С. К 120-летию со дня рождения инженер-флагмана 3 ранга В. В. Васильева // Военно-исторический архив. 2015. № 2. С. 5—28.
- Близниченко С. С. К 120-летию со дня рождения инженер-флагмана 3 ранга Н. Е. Ростовцева // Военно-исторический архив. 2015. № 3. С. 31—49.
- Близниченко С. С. К 130-летию со дня рождения инженер-флагмана 3 ранга В. Л. Сурвилло // Военно-исторический архив. 2015. № 4. С. 106—119.
- Близниченко С. С. К 130-летию со дня рождения инженер-флагмана 3 ранга П. В. Мессера // Военно-исторический архив. 2015. № 5. С. 129—142.
- Близниченко С. С. К 120-летию со дня рождения инженер-флагмана 3 ранга К. В. Голицына // Военно-исторический архив. 2015. № 6. С. 62—75.
- Близниченко С. С., Колесник Р. В. К 125-летию со дня рождения инженер-флагмана 3 ранга Н. И. Горбунова // Военно-исторический архив. 2015. № 7. С. 3—26.
- Близниченко С. С. К 120-летию со дня рождения инженер-флагмана 3 ранга Н. М. Хайта // Военно-исторический архив. 2015. № 8. С. 110—126.
- Близниченко С. С. К 125-летию со дня рождения инженер-флагмана 3 ранга Г. А. Дуваленского // Военно-исторический архив. 2015. № 9. С. 33—62.
- Близниченко С. С. К 125-летию со дня рождения дивинтенданта К. И. Гурьева // Военно-исторический архив. 2015. № 11. С. 3—10.
- Близниченко С. С. К 130-летию со дня рождения инженер-флагмана 3 ранга Ю. Ю. Кимбара // Военно-исторический архив. 2015. № 11. С. 11—36.
- Близниченко С. С. К 115-летию со дня рождения дивизионного комиссара П. М. Фельдмана//Военно-исторический архив. 2015. № 12 (192). с. 145—164.
- Близниченко С. С. Армейский комиссар 2 ранга Григорий Иванович Гугин//Военно-исторический архив. 2016. № 1 (193). с. 82-99.
- Близниченко С. С. К 115-летию со дня рождения корпусного комиссара Ивана Павловича Петухова//Военно-исторический архив. 2016. № 2 (194). с. 108—127.
- Близниченко С. С. К 115-летию со дня рождения корпусного комиссара Николая Ильича Ильина//Военно-исторический архив. 2016. № 3 (195). с. 175—189.
- Близниченко С. С. К 110-летию дивизионного комиссара П. П. Байрачного//Военно-исторический архив. 2016. № 4 (196). с. 169—191.
- Близниченко С. С. Дивизионный комиссар Дмитрий Сергеевич Дуплицкий//Военно-исторический архив. 2016. № 5 (197). с. 101—118.
- Близниченко С. С. К 115-летию корпусного комиссара М. Р. Шапошникова//Военно-исторический архив. 2016. № 6 (198). с. 107—125.
- Близниченко С. С. К 120-летию бригвоенюриста П. С. Войтеко//Военно-исторический архив. 2016. № 7 (199). с. 151—168.
- Близниченко С. С. К 110-летию со дня рождения корпусного комиссара Я. В. Волкова//Военно-исторический архив. 2016. № 8 (200). с. 128—141.
- Близниченко С. С. Памяти начальника штаба Морских сил Балтийского моря А. А. Тошакова//Военно-исторический архив. 2016. № 9 (201). с. 151—172.
- Близниченко С. С. Судьба флотского ученого//Военно-исторический архив. 2016. № 10 (202). с. 65-73.
- Близниченко С. С. К 110-летию со дня рождения вице-адмирала Ивана Ивановича Грена//Военно-исторический архив. 2016. № 10 (202). с. 99-113.
- Близниченко С. С. К 120-летию со дня рождения капитана 2 ранга Э. Р. Кактинга//Военно-исторический архив. 2016. № 11 (203). с. 151—171.
- Близниченко С. С. К 120-летию со дня рождения полковника С. М. Райцина//Военно-исторический архив. 2016. № 12 (204). с. 3-28.
- Близниченко С. С. К 125-летию со дня рождения капитана 1 ранга К. А. Мигаловского//Военно-исторический архив. 2017. № 1 (205). с. 148—169.
- Близниченко С. С. К 125-летию со дня рождения дивизионного интенданта Н. Н. Зуева//Военно-исторический архив. 2017. № 2 (206). с. 99-108.
- Близниченко С. С. К 125-летию со дня рождения военинженера 2 ранга П. А. Макарьевского//Военно-исторический архив. 2017. № 3 (207). с. 102—112.
- Близниченко С. С. К 125-летию со дня рождения интенданта 1 ранга П. П. Гордеева//Военно-исторический архив. 2017. № 4 (208). с. 80-88.
- Близниченко С. С. К 120-летию со дня рождения военинженера 1 ранга Р. М. Бомзе//Военно-исторический архив. 2017. № 5 (209). с. 8-36.
- Близниченко С. С. К 120-летию со дня рождения капитана 2 ранга П. П. Лукашевича//Военно-исторический архив. 2017. № 6 (210). с. 37-58.
- Близниченко С. С., Горохов В. В. Политические органы Черноморского флота в массовых политических репрессиях 1937—1938 годов//Военно-исторический архив. 2017. № 6 (210). с. 90-110.
- Близниченко С. С. Боевые действия десантных отрядов моряков Волжско- каспийской военной флотилии в составе Экспедиционного корпуса 11-й армии Юго-Восточного фронта зимой 1919-1920 годов// БЕРЕГИНЯ.777.СОВА, 2018. №1(36). с. 101-108.
- Близниченко С.С. Участие сил Волжско-Каспийской военной флотилии в разгроме белогвардейских войск под Астраханью в ноябре 1919 г. / С.С. Близниченко // // Евразийский форум. – 2017. – № 1. (10). С. 15 – 18.

## Статьи по дорожной тематике
- Близниченко С. С., Отман С. Сопоставительный анализ основных норм проектирования автомобильных дорог в Сирии и России //  Сборник докладов. 82-я Международная научно-методическая и научно-исследовательская конференция МАДИ. Москва, 2024. С.  47-54.
- Близниченко С. С., Отман С., Скоморохов А.А. Технология работы с программно-аппаратным комплексом  для измерения параметров психофизиологии водителя в процессе управления движущимся автомобилем// Электронный сетевой политематический журнал "Научные труды КубГТУ". 2024. № 3. С. 12-25.
- Близниченко С. С., Отман С., Скоморохов А.А. Разработка программно-аппаратного комплекса для измерения параметров психофизиологии водителя в процессе управления движущимся автомобилем//Электронный сетевой политематический журнал "Научные труды КубГТУ". 2024. № 2. С. 72-81.
- Близниченко С. С. Управление состоянием дорожных одежд посредством мониторинга и диагностики//В сборнике: Актуальные проблемы и перспективы развития строительного комплекса. Сборник трудов Международной научно-практической конференции. Волгоград, 2023. С. 451-458.
- Близниченко С. С., Отман С. Аварийность движения автомобилей в эталонных дорожных условиях Сирии//В сборнике: Актуальные проблемы и перспективы развития строительного комплекса.  Сборник трудов Международной научно-практической конференции. Волгоград, 2023. С. 443-450.
- Близниченко С. С., Отман С. Уточнение частных коэффициентов аварийности для дорожных условий Сирии//В сборнике: Молодежь и научно-технический прогресс в дорожной отрасли юга России. Материалы XVII Международной научно-технической конференции студентов, аспирантов и молодых ученых. Волгоградский государственный технический университет. Волгоград, 2023. С. 108-112.
- Близниченко С. С., Куракин Р.А. Современные технологии проектирования горной дороги Черниговская - Дагомыс на участке км 44+000 – км 50+050//В сборнике: Молодежь и научно-технический прогресс в дорожной отрасли юга России. материалы XVII Международной научно-технической конференции студентов, аспирантов и молодых ученых. Волгоградский государственный технический университет. Волгоград, 2023. С. 23-28.
- Близниченко С. С., Гуломализод Х.Х. Современные технологии проектирования участка горной дороги Горячий Ключ-Сочи км 1+000 - км 10+000//В сборнике: Молодежь и научно-технический прогресс в дорожной отрасли юга России. Материалы XVII Международной научно-технической конференции студентов, аспирантов и молодых ученых. Волгоградский государственный технический университет. Волгоград, 2023. С. 9-15.
- Близниченко С. С., Отман С. Дорожные условия и безопасность движения в Сирии//В сборнике: Актуальные проблемы и перспективы развития строительного комплекса. Международной научно-практической конференции. Волгоград, 2022. С. 333-341.
- Близниченко С. С., Тибилов Т.В. Современные технологии проектирования автомобильных дорог в горной местности// В  сборнике: Молодежь и научно-технический прогресс в дорожной отрасли юга России    Материалы XVI Международной научно-технической  конференции студентов, аспирантов и молодых ученых. Волгоград, 2022. С.  69-75.
- Близниченко С. С., Потаков Б.К.  Современные технологии расчета скоростей движения по продольному профилю переменной кривизны//В сборнике: Молодежь и научно-технический прогресс в дорожной отрасли юга России  Материалы XVI Международной научно-технической конференции студентов, аспирантов и молодых ученых. Волгоград, 2022. С. 61-64.
- Близниченко С. С., Малюта В.Е. Современные технологии обеспечения видимости на вертикальных кривых продольного профиля//В сборнике: Молодежь и научно-технический прогресс в дорожной отрасли юга России   Материалы XVI Международной научно-технической конференции студентов, аспирантов и молодых ученых. Волгоград, 2022. С. 56-60.
- Близниченко С. С., Рябцев Т.А. Современные инновационные технологии проектирования реконструкции участка федеральной автомобильной дороги А-146 в поселке городского типа Ильском//В сборнике: Молодежь и научно-технический прогресс в дорожной отрасли Юга России. Материалы XV Международной научно-технической конференции студентов, аспирантов и молодых ученых. Волгоград, 2021. С. 83-89.
- Близниченко С. С., Черномордик И.А. Современные инновационные технологии проектирования организации реконструкции участка автомобильной дороги А-146//В сборнике: Молодежь и научно-технический прогресс в дорожной отрасли юга России. Материалы XIV Международной научно-технической конференции студентов, аспирантов и молодых ученых, посвященной 75- летию победы в Великой Отечественной войне. 2020. С. 110-116.
- Близниченко С. С. Современные проблемы назначения видов дорожно-ремонтных работ//Электронный сетевой политематический журнал "Научные труды КубГТУ". 2020. № 8. С. 680-687.
- Близниченко С. С., Назаренко И. В., Журавлева С. Н. Устройство для определения коэффициента сцепления колеса транспортного средства с дорожным покрытием при торможении в режиме антиблокировки. Патент на изобретение SU 1823834
- Близниченко С. С., Назаренко И. В., Журавлева С. Н. Способ определения коэффициента сцепления колес транспортного средства с дорожным покрытием при торможении в режиме антиблокировки. Патент на изобретение RUS 2006397
- Близниченко С. С., Желтко А. Ч., Желтко С. Ч. Способ определения неровностей дорожных и аэродромных покрытий. Патент на изобретение RUS 2109874
- Близниченко С. С. Изучение условий безопасного движения на дорогах Краснодарского края//Автомобильные дороги. 1977. № 12. С. 26.
- Купин П. П., Гребенников Ф. П., Близниченко С. С. Аварийность автомобильного движения в стандартных дорожных условиях //Автомобильные дороги. 1979. № 9. С. 17.
- Афощенко В. С., Дараган К. А., Купин П. П., Близниченко С. С. Организация безопасного движения на олимпийском маршруте //Автомобильные дороги. 1980. № 6. С. 27.
- Дараган К. А., Божков В. И., Телятников В. М., Хурин М. Л., Близниченко С. С., Москвич В. К. Реконструкция сопряжения моста с насыпью подхода //Автомобильные дороги. 1981. № 2. С. 9.
- Купин П. П., Близниченко С. С. Влияние климата и погоды Краснодарского края на условия движения автомобилей//Автомобильные дороги. 1983. № 12. С. 20-22.
- Купин П. П., Близниченко С. С., Игнатьев В. П. Проектирование кривых в плане на внутрихозяйственных дорогах//Автомобильные дороги. 1984. № 4. С. 11-12.
- Близниченко С. С. Универсальная передвижная дорожная лаборатория //Автомобильные дороги. 1988. № 6. С. 17-18.
- Близниченко С. С. Обеспечение безопасности движения на вертикальных кривых //Автомобильные дороги. 1989. № 2. С. 15-17.
- Чалохьян С. И., Фортуна Ю. А., Близниченко С. С. Нужна система оценки контроля и материального стимулирования деятельности ПРСО //Автомобильные дороги. 1989. № 5. С. 22.
- Близниченко С. С., Чалохьян С. И. Новая дорожная диагностическая станция //Автомобильные дороги. 1989. № 7. С. 22-23.
- Близниченко С. С. Проектирование вертикальных кривых переменного радиуса//Автомобильные дороги. 1990. № 1. С. 16-17.
- Близниченко С. С. Автоматизированный банк дорожных данных на базе ПЭВМ //Автомобильные дороги. 1992. № 2. С. 10-11.
- Близниченко С. С. Автоматизированная система диагностики сети дорог Краснодарского края //Автомобильные дороги. 1993. № 8. С. 17-18.
- Близниченко С. С., Носачев А. И. Совершенствование организационных форм управления сельским дорожным строительством на Кубани //Автомобильные дороги. 1994. № 3. С. 7-11.
- Близниченко С. С. Установка для измерения коэффициента сцепления дорожных и аэродромных покрытий //Автомобильные дороги. 1995. № 1-2. С. 3-6.
- Близниченко С. С., Носачев А. И. Управление сельским дорожным хозяйством края //Автомобильные дороги. 1995. № 7-8. С. 8-11.
- Близниченко С. С. Проблемы высшего дорожного образования в России //Автомобильные дороги. 1995. № 10-11. С. 35-36.
- Близниченко С. С. Семинар-совещание руководителей дорожных органов Российской Федерации //Автомобильные дороги. 1995. № 12. С. 2-3.
- Близниченко С. С. Выбор рациональной формы вертикальных вогнутых кривых//Известия вузов. Строительство и архитектура. 1977. № 8. С. 122—126.
- Близниченко С. С. Проектирование вертикальных вогнутых кривых на предгорных участках автомобильных дорог //Известия вузов. Строительство и архитектура. 1986. № 11. С. 97-101.
- Близниченко С. С. Оценка степени опасности движения в предгорьях //Известия вузов. Строительство и архитектура. 1988. № 11. С. 95-100.
- Близниченко С. С. Обеспечение видимости при проектировании круговых вертикальных выпуклых кривых в продольном профиле предгорных участков автомобильных дорог //Известия вузов. Строительство и архитектура. 1989. № 6. С. 96-100.
- Близниченко С. С. Обеспечение видимости на вертикальных выпуклых кривых переменного радиуса при проектировании продольного профиля предгорных участков автомобильных дорог // Известия вузов. Строительство и архитектура. 1989. № 8. С. 95-98.
- Фортуна Ю. А., Близниченко С. С. Оценка качества проектных решений в системе автоматизированного проектирования горных автомобильных дорог // Известия вузов. Строительство и архитектура. 1989. № 9. С. 100—102.
- Близниченко С. С., Фортуна Ю. А. Автоматизированное проектирование продольного профиля горных автомобильных дорог //Известия вузов. Строительство и архитектура. 1990. № 2. С. 115—118.
- Близниченко С. С., Желтко Ч. Н., Заречный В. С., Фортуна Ю. А. Точность измерения параметров геометрических элементов дорог прибором «Трасса» //Известия вузов. Строительство и архитектура. 1991. № 1. С. 93-95.
- Близниченко С. С., Заречный В. С., Желтко Ч. Н. Обоснование необходимой точности определения радиуса горизонтальной круговой кривой при паспортизации и диагностике транспортно-эксплуатационного состояния автомобильных дорог //Известия вузов. Строительство и архитектура. 1991. № 4. С. 93-95.
- Близниченко С. С. Упрощенная методика экспресс-оценки транспортно-эксплуатационного состояния сети автомобильных дорог //Известия вузов. Строительство. 1992. № 5-6. С. 126—130.
- Близниченко С. С., Степанов Л. И. Обработка результатов измерений методом наименьших квадратов при оценке шероховатости поверхности дорожных покрытий // Известия вузов. Строительство. 1993. № 1. С. 127—130.
- Близниченко С. С., Желтко Ч. Н. Способ повышения точности автоматизированных измерений параметров геометрических элементов автомобильных дорог // Известия вузов. Строительство. 1994. № 2. С. 80-83.
- Близниченко С. С. Усовершенствованный метод оценки качества содержания автомобильных дорог //Известия вузов. Строительство. 1996. № 7. С. 93-97.
- Близниченко С. С. Измерение коэффициента сцепления колес автомобилей и самолётов с дорожным и аэродромным покрытием при торможении в режиме антиблокировки //Известия вузов. Строительство. 1996. № 11. С. 99-104.
- Близниченко С. С., Желтко А. Ч., Желтко С. Ч. К вопросу об автоматических измерениях профиля покрытий проезжей части автомобильных дорог // Известия вузов. Строительство. 1997. № 1-2. С. 79-84.
- Близниченко С. С., Нелюбов Д. Ю. Методическое и программное обеспечение задачи организации пропуска тяжеловесных и негабаритных грузов по эксплуатируемой сети автомобильных дорог //Известия вузов. Строительство. 1997. № 5. С. 98-102.
- Близниченко С. С., Шевченко А. А. Проблема обеспечения долговечности дорожных одежд региональных автомобильных дорог на Кубани //Материалы международной научно-практической конференции «Инновации в транспортном комплексе. Безопасность движения. Охрана окружающей среды». г. Пермь, 28-29 октября 2010 г. Т. 3 «Инновации в транспортном строительстве». — Пермь: ФГБОУ ВПО «Пермский национальный исследовательский политехнический ун-т», 2010. — С. 51-55.
- Близниченко С. С., Шевченко А. А. Проблемы транспортно-эксплуатационных качеств автомобильных дорог на Кубани //Проблемы качества и эксплуатации автотранспортных средств: Материалы VI междунар. науч.-техн. конф. 18-20 мая 2010 г.г. Пенза. В 2 ч. — Пенза: ПГУАС, 2010. Ч.1. С. 315—319.
- Близниченко С. С., Шевченко А. А. Влияние постов весового контроля на долговечность нежестких дорожных одежд //«Строительство-2010»: Материалы Международной научно-практической конференции. — Ростов н/Д: Рост. гос. строит. ун-т, 2010. С. 43-45.
- Близниченко С. С., Кирий В. В. Оценка зрительной плавности поликлотоидных закруглений дорог в плане //«Строительство-2011»: Материалы Международной научно-практической конференции. — Ростов н/Д: Рост. гос. строит. ун-т, 2011. С. 48-49.
- Близниченко С. С., Шевченко А. А. Проблема повышения долговечности автомобильных дорог на Кубани //«Строительство-2011»: Материалы Международной научно-практической конференции. — Ростов н/Д: Рост. гос. строит. ун-т, 2011. С. 50-51.
- Близниченко С. С., Кирий В. В. Обеспечение удобства и безопасности движения транспортных потоков на горных дорогах Черноморского побережья Краснодарского края //Безопасность движения в олимпийском Сочи: Материалы Российско-германской междунар. науч.-практ. конф. в рамках программы «Российско-Германский Год Науки». 23-24 мая 2011 г. /Сочинский филиал МАДИ — Сочи. — Саратов: Изд-во «КУБиК», 2011. С. 15-16.
- Близниченко С. С., Шевченко А. А. Влияние постов весового контроля на безопасность дорожного движения //Безопасность движения в олимпийском Сочи: Материалы Российско-германской междунар. науч.-практ. конф. в рамках программы «Российско-Германский Год Науки». 23-24 мая 2011 г. /Сочинский филиал МАДИ — Сочи. — Саратов: Изд-во «КУБиК», 2011. С. 17-18.
- Близниченко С. С. Теоретические основы совершенствования метода коэффициентов аварийности //Модернизация и научные исследования в транспортном комплексе. 2012. Т. 2. С. 316—320.
- Близниченко С. С., Крапивина Е. А., Оветченко А. Р. Уточнение значений некоторых частных коэффициентов аварийности//Модернизация и научные исследования в транспортном комплексе. 2012. Т. 2. С. 321—326.
- Близниченко С. С. Оценка условий безопасности движения с помощью уточненного метода коэффициентов аварийности // Модернизация и научные исследования в транспортном комплексе. 2013. Т. 3. С. 30-36.
- Близниченко С. С. Совершенствование метода коэффициентов аварийности // Проблемы автомобильно-дорожного комплекса России: Организация автомобильных перевозок и безопасность дорожного движения: Материалы IX междунар. заочн. науч.-техн. конф. 31 октября 2013 г., — Пенза: ПГУАС, 2013. С. 26-31.
- Близниченко С. С., Барабашов Д. А. Трассирование и оценка зрительной плавности криволинейных поликлотоидных участков трасс автомобильных дорог в предгорьях // Проблемы автомобильно-дорожного комплекса России: Эксплуатация и развитие автомобильного транспорта: Материалы Х междунар. заочн. науч.-техн. конф. 21 ноября 2013 г., — Пенза: ПГУАС, 2013. С. 204—208.
- Близниченко С. С. Теоретические основы уточнения метода коэффициентов аварийности // «Строительство-2013». Строительство. Дороги. Транспорт: материалы Международной научно-практической конференции. — Ростов н/Д: Рост. гос. строит. ун-т, 2013. С. 23-25.
- Близниченко С. С., Барабашов Д. А. Теоретические основы совершенствования методов ландшафтного проектирования участков автомобильных дорог в предгорьях // «Строительство-2013». Строительство. Дороги. Транспорт: материалы Международной научно-практической конференции. — Ростов н/Д: Рост. гос. строит. ун-т, 2013. С. 203—205.
- Близниченко С. С., Абдул Ф. Р. Создание и совершенствование системы диагностики автомобильных дорог Республики Афганистан //Материалы международной научно-практической конференции «Модернизация и научные исследования в транспортном комплексе». Г. Пермь, 24-25 апреля 2014 г. — Пермь: ФГБОУ ВПО «Пермский национальный исследовательский политехнический ун-т», 2014. — С. 348—351.
- Близниченко С. С., Абдул Ф. Р. Уточнение перечня и значений некоторых частных коэффициентов аварийности для дорожных условий Республики Афганистан // Материалы VIII международной научно-технической конференции «Проблемы качества и эксплуатации автотранспортных средств». 21-23 мая 2014 г., Пенза. — Пенза: ПГУАС, 2014. — С. 111—114.
- Близниченко С. С., Абдул Ф. Р. Дорожные условия и безопасность движения на дорогах Афганистана// Материалы XI Всероссийской научно-практической конференции студентов, аспирантов и молодых ученых (с международным участием) «Экология и научно-технический прогресс. Урбанистика». Том 2. 14-15 ноября 2013 г., Пермь. — Пермь: Издательство ФГБОУ ВПО «Пермский национальный исследовательский политехнический ун-т», 2014. — С. 9-16.
- Близниченко С. С., Копытов А. Е. Реконструкция трасс предгорных участков автомобильных дорог с учётом обеспечения их внутренней гармоничности // Материалы XI Всероссийской научно-практической конференции студентов, аспирантов и молодых ученых (с международным участием) «Экология и научно-технический прогресс. Урбанистика». Том 2. 14-15 ноября 2013 г., Пермь. — Пермь: Издательство ФГБОУ ВПО «Пермский национальный исследовательский политехнический ун-т», 2014. — С. 236—243.
- Близниченко С. С. Развитие и модернизация улично-дорожной сети Краснодара с учётом особенностей организации и проведения массовых мероприятий международного значения // Материалы международной научно-практической конференции «Развитие и модернизация улично-дорожной сети (УДС)крупных городов с учётом особенностей организации и проведения массовых мероприятий международного значения (в рамках подготовки к чемпионату мира по футболу 2018 г.)». 17-19 сентября 2014 г., Волгоград. — Волгоград: Издательство ФГБОУ ВПО «Волгоградский государственный архитектурно-строительный ун-т», 2014. — С. 11—15.
- Близниченко С. С., Москаленко Г. С. Развитие дорожно-мостового хозяйства Краснодара на альтернативной основе // «Строительство-2014». Строительство. Дороги. Транспорт: материалы Международной научно-практической конференции. — Ростов н/Д: Рост. гос. строит. ун-т, 2014. С. 14 —16.
- Близниченко С. С., Барабашов Д. А. Ландшафтное проектирование автомобильных дорог в предгорьях с учётом психофизиологии водителя // «Строительство-2014». Строительство. Дороги. Транспорт: материалы Международной научно-практической конференции. — Ростов н/Д: Рост. гос. строит. ун-т, 2014. С. 16 —18.
- Близниченко С. С., Копытов А. Е. Обеспечение внутренней гармоничности трасс автомобильных дорог в предгорьях // «Строительство-2014». Строительство. Дороги. Транспорт: материалы Международной научно-практической конференции. — Ростов н/Д: Рост. гос. строит. ун-т, 2014. С. 18—20.
- Близниченко С. С., Савченко О. Ю. Математическая модель предгорного рельефа местности для целей ландшафтного проектирования автомобильных дорог // «Строительство-2014». Строительство. Дороги. Транспорт: материалы Международной научно-практической конференции. — Ростов н/Д: Рост. гос. строит. ун-т, 2014. С. 20—22.
- Близниченко С. С., Савченко О. Ю., Барабашов Д. А., Зайкова Л. Г. Моделирование рельефа местности и трасс предгорных участков автомобильных дорог с помощью поликлотоид // Материалы IX международной заочной научно-технической конференции «Проблемы качества и эксплуатации автотранспортных средств». 15 апреля 2015 г., Пенза. — Пенза: ПГУАС, 2015. — С. 51—56.